# Хильтпольтштайн
Хильтпольтштайн (нем. Hiltpoltstein) — община в Германии, в земле Бавария. 
Подчиняется административному округу Верхняя Франкония. Входит в состав района Форххайм. Подчиняется управлению Грефенберг.  Население составляет 1567 человек (на 31 декабря 2010 года). Занимает площадь 25,56 км².
Община подразделяется на 10 сельских округов.

## Население
По оценке на 31 декабря 2015 года население общины Хильтпольтштайн составляет 1527 чел. 

| Дата      | 1840 | 1871 | 1900 | 1925 | 1939 | 1950 | 1961 | 1970 | 1987 | 2011 |
| --------- | ---- | ---- | ---- | ---- | ---- | ---- | ---- | ---- | ---- | ---- |
| Население | 1126 | 1280 | 1259 | 1126 | 1151 | 1598 | 1352 | 1413 | 1433 | 1621 |

| Год       | 1960 | 1970 | 1980 | 1990 | 2000 | 2009 | 2010 | 2011 | 2012 | 2013 | 2014 | 2015 |
| --------- | ---- | ---- | ---- | ---- | ---- | ---- | ---- | ---- | ---- | ---- | ---- | ---- |
| Население | 1272 | 1448 | 1404 | 1397 | 1589 | 1572 | 1567 | 1599 | 1570 | 1568 | 1526 | 1527 |